# Крупецька волость (Путивльський повіт)
Крупецька волость — адміністративно-територіальна одиниця Путивльського повіту Курської губернії.
Станом на 1886 рік — складалася з 10 поселень, 12 сільських громад. Населення — 9612 осіб (4698 осіб чоловічої статі та 4914 — жіночої), 1392 дворових господарства.
|                     | Площа, десятин | У тому числі орної, десятин |
| ------------------- | -------------- | --------------------------- |
| Сільських громад    | 8506           | 7073                        |
| Приватної власності | 9094           | 5460                        |
| Казенної власності  | —              | —                           |
| Іншої власності     | 147            | 132                         |
| Загалом             | 17747          | 12665                       |

Найбільші поселення волості:
- Крупець — колишнє власницьке село при річці Обеста за 47 версти від повітового міста, 1980 осіб, 321 двір, православна церква, 2 школи, 6 лавок, 2 постоялих двори, цегельний завод, цукровобуряковий завод.
- Бегоща — колишнє власницьке село при річці Обеста, 1332 особи, 201 двір, православна церква, школа.
- Воронок — колишнє власницьке село при річці Обеста, 1468 осіб, 240 дворів, 2 лавки.
- Локоть — колишнє власницьке село при річці Обеста, 1334 особи, 198 дворів, православна церква, школа.
- Нехаївка — колишнє власницьке село при річці Обеста, 869 осіб, 120 дворів, школа, 10 вітряних млинів.
- Обеста — колишнє власницьке село при річці Обеста, 842 особи, 117 дворів.